# Rhamphomyia pallistigma
Rhamphomyia pallistigma är en tvåvingeart som beskrevs av Roser 1840. Rhamphomyia pallistigma ingår i släktet Rhamphomyia och familjen dansflugor.
Artens utbredningsområde är Tyskland. Inga underarter finns listade i Catalogue of Life.